# エッパーツハウゼン
エッパーツハウゼン (ドイツ語: Eppertshausen) はドイツ連邦共和国ヘッセン州ダルムシュタット＝ディーブルク郡に属す町村（以下、本項では便宜上「町」と記述する）。

## 地理

### 位置
エッパーツハウゼンはダルムシュタットの北東15km、ウンターマイン盆地およびオーデンヴァルト北部に位置する。最高地点は、フォルシュト・アイヒェン内の海抜195mのメッセラー・ヘーエ、および187mのドルメスベルクである。最低地点は海抜131mで「アウフ・デム・オーベルシュテンホッホ」と呼ばれている。町の南西をゲルシュプレンツ川が流れており、一部はミュンスターとの境界をなしている。フォルシュト・アイヒェンには2つの湖「アルテ・シュタインブルーフ」と「アーイェ・ゼー」とも呼ばれる「ノイエ・シュタインブルーフ」がある。オーバーヴァルトには3つの湖沼がある。「ベックマン・タイヒ」、「アルテ・トングルーベ」、そして自然保護地域となっている「ラレンタイヒ」である。

### 地質
町の西部に位置するフォルシュト・アイヒェン（地元では「アーイェ」と呼ばれる）は混合林でいくつかの古い採石場がある。また、この森にはいくつかの大きな湿地がある。ヘルヴィーゼ、ラングヴィーゼ、シュミレンブルーフヴィーゼである。
町の西部を包含するオーデンヴァルトには粘土の層があり20世紀まで採掘が行われていた。残された採掘抗は、その後自然保護地域になっている。オーデンヴァルトには、たとえばヘルヴィースのように牛の放牧地もいくつか見られる。
町の東部のアプタイヴァルトもやはり混合林である。土壌は、隣接するロードガウと同じく主に砂地である。町の東部には放牧場として利用されている多くの湿地が見られるブリュッヒェルスヴィーゼもある。
南部は草原や放牧地であり、腐植質に富んだ土壌である。ここでは穀類、トウモロコシ、ナタネの栽培が盛んである。この他に、牛や羊のための放牧地も多くある。

### 隣接する市町村
エッパーツハウゼンは、北はレーデマルクとロードガウ（オッフェンバッハ郡）、東はバーベンハウゼン、南はミュンスター、西はメッセルと境を接する。

### 自治体の構成
自治体としてのエッパーツハウゼンには行政上の下位区分はなく、全町域はエッパーツハウゼン地区単独である。ただしエッパーツハウゼン集落の外にいくつかの入植地がある。たとえば「イム・ファイリッシュ」住宅地、東部工業地域、そしてオーデンヴァルトにも数軒の民家がある。

## 歴史
エッパーツハウゼンは826年に初めて文献上に記録されており、当時はゼーリゲンシュタットのベネディクト会修道院に属していた。この後、この村はグロシュラーク騎士家とヴァーゼン騎士家の所領となった。

### 粘土採掘の歴史
この町の粘土採掘の歴史は17世紀に遡る。粘土は、主に現在のトーマスヒュッテの周辺地域で採掘された。行政当局は粘土を運ぶ馬車の荷車や車両に粘土輸送許可証を発行し、その対価として税金を徴収した。また、採掘地の賃借料も徴収した。当時の採掘地は現在でも、ヴァッサートゥンペル自然保護地域内に崩れた穴や溝として見ることができる。採掘、輸送、乾燥、成形、装飾、焼成から販売に至るまで粘土産業は大変困難なものであった。最終製品は、甕、深皿、ポット、壷、カップなどの日用品や、タイル、レリーフ板、壁掛け絵皿、花瓶、あるいは大理石模様や装飾セラミック製の様々な耐火装飾までさまざまであった。これらはいずれも陶工の完璧な仕事によって作り出されていた。
これらの製品は「Erdenes Geschirr（大地の食器）」としてフランクフルトのみならず、シュペッサルト地方、フォーゲルスベルク地方や、ハーナウあるいはオッフェンバッハで船に積み替えてライン川を下ったオランダや逆にライン川をさかのぼってボーデン湖周辺の地方にまで流通した。エッパーツハウゼンから輸送するさいには、藁でしっかりと梱包し馬車を用いて運んでいた。
1820年から1830年の間エッパーツハウゼンには30軒の陶工がいた。1850年にはこれに加えて、粘土を扱う業者としては3件のレンガ工場が造られていた。19世紀後半には陶工は34人を数えた。1900年には14の工房でマイスターと職人たちが働いていた。1925年になると陶工の数は6人にまで減少した。現在では伝統的な陶芸用水者小屋で陶芸が行われているだけである。現代的な器の大量生産は、大量の小規模な手工業者の終焉を意味したのである。

## 行政

### 議会
エッパーツハウゼンの議会は、27人の議員からなる。

### 首長
第二次世界大戦後の町長を列記する。
- 1945年 - 1945年 フランツ・グルーバー2世
- 1945年 - 1948年 ミヒャエル・シャーフ
- 1948年 - 1961年 シュテファン・グルーバー
- 1961年 - 1973年 ペーター・マルクス・ラーレム
- 1973年 - 1991年 ペーター・グルーバー
- 1991年 - 2003年 ヘルベルト・ヴェーバー
- 2003年 - カルステン・ヘルフマン

### 紋章
1957年からエッパーツハウゼンは現行の紋章を用いている。
図柄: 青地に、赤白互い違いの逆斜め帯。その上部に左向き（向かって右向き）に歩く赤い爪とくちばしを持つコウノトリ。下部には斜めに列に整列した金のクローバーの葉。
この町の紋章は、かつてこの地を治めた2つの騎士家の紋章のそれぞれ一部を組み合わせて当時の町長シュテファン･グルーバーが創出したものである。グロシュラーク家の紋章からは地色の青と二色互い違いの帯が採られた。ヴァーゼン家の紋章からはコウノトリとクローバーの葉が採用された。しかし、コウノトリについては、ヴァーゼン家が実際に紋章のデザインとして用いていたかどうか議論がなされている。否定派は、町の紋章のコウノトリは、学校の屋根にコウノトリが巣を作っていたことに由来すると考えている。

### 友好都市
- シャウルス（フランス、オーブ県）
- コディゴーロ（イタリア、エミリア＝ロマーニャ州）

## 文化と見所

### ヴァーレンティヌス礼拝堂
この町に現存する最も古い建物であるヴァーレンティヌス礼拝堂は15世紀前半に建造された。この建物は1440年頃に建造されたのだが、その由来には死者の出た争いがかかわっている。殺害者は4年間礼拝堂建設に就労することが義務付けられたのであった。ヴァーレンティヌス礼拝堂は、13世紀後半にはすでに存在していたがその後すぐに廃止された森の礼拝堂の後継として、古い村の中心部の端に建設されたもので、1800年頃までは巡礼地となっていた。

### 教区教会
1737年にグロシュラーク男爵は新しい教区教会を建設したのだが、この教会は100年を経て老朽化が進み取り壊す時期となった。そこでこの同じ場所、すなわち町の南外れに1827年から1832年にかけて現在のエッパーツハウゼン教区教会が建設された。聖ゼバスティアンと聖ヴァーレンティンに捧げられたこの教会は、ヘッセン＝ダルムシュタット大公の国家建設局の監督下で建設された。設計はゲオルク・レルヒに委ねられた。この人物は、ダルムシュタットの建築家ゲオルク・モラーの弟子にあたる人物である。

## 交通

### 道路交通
エッパーツハウゼンはあらゆる方向へ交通の便が良い場所にある。ライン＝マイン地方のどの町へも車で1時間以内に着くことができる。フランクフルト空港までは約30分で到着する。アウトバーンA3号線（ケルン - フランクフルト・アム・マイン - ヴュルツブルク）までは約15分、アウトバーンA5号線（カッセル - フランクフルト・アム・マイン - ハイデルベルク）へは約30分の距離である。

### 鉄道交通
エッパーツハウゼンは、ライン＝マイン交通連盟のサービス地域に属しており、ドライアイヒ鉄道の駅がある。1時間に1本の割合で列車が北のドライアイヒ＝ブーフシュラークや南のディーブルクに向かって発着する。ドライアイヒ＝ブーフシュラークはフランクフルト・アム・マイン行きのSバーンへの乗換駅である。ディーブルクからはヴィースバーデン、マインツ、ダルムシュタット、アシャッフェンブルク行きの列車に接続する。また、フランクフルト・アム・マインまで直通の通勤列車も運行されている。

## 教育
エッパーツハウゼンにある基礎課程学校および本課程学校にあたるシュテファン＝グルーバー・シューレは、ミュンスターにある総合学校の分校にあたる。

## 引用
1. ↑  Hessisches Statistisches Landesamt: Bevölkerung in Hessen am 31.12.2023 (Landkreise, kreisfreie Städte und Gemeinden, Einwohnerzahlen auf Grundlage des Zensus 2011)]
2. ↑  Wanderkarte Darmstadt - Messeler Hügelland, 1:20000, Hrsg.: Hess. Landesvermessungsamt, 2002
3. ↑  Quo vadis Lerman, Reinhold Karl Lahrem, 2003
4. ↑  Die Chronik von Eppertshausen, Wilhelm Körner, 1995